# Erwin Kurz (Bildhauer)

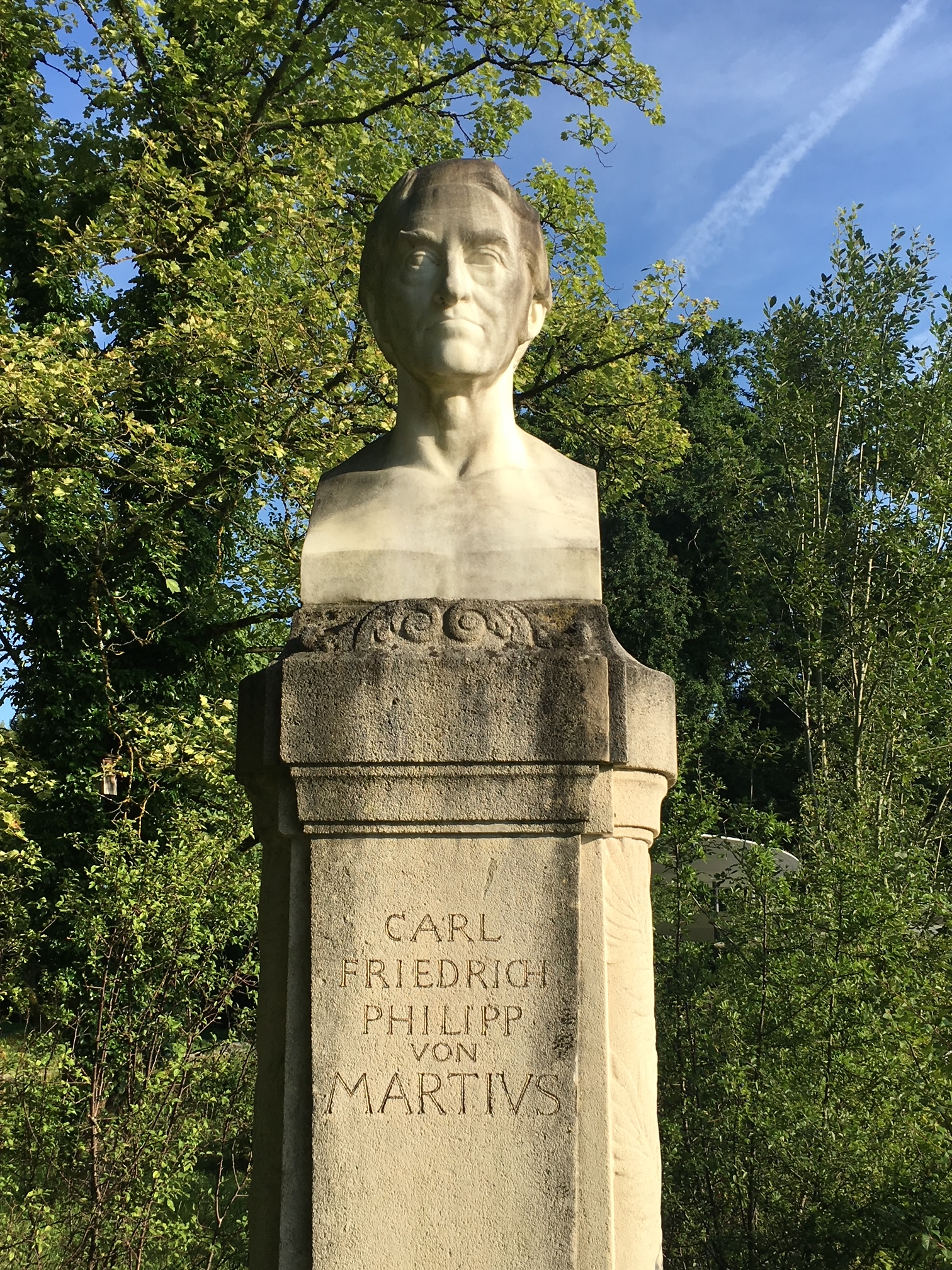

Erwin Dietbald Kurz (* 13. April 1857 in Stuttgart; † 12. Oktober 1931 in München) war ein deutscher Bildhauer.

## Leben
Kurz wurde als jüngstes von fünf Kindern des Schriftstellers und Bibliothekars Hermann Kurz und dessen Frau Marie Kurz, geb. Freiin von Brunnow, in Stuttgart geboren. Marie Kurz, die einem alten Adelsgeschlecht entstammte, dazu auch eine Ururgroßnichte des Prälaten Friedrich Christoph Oetinger und Urenkelin von dessen Neffen Oberst Heinrich Reinhard Ritter und Edlem von Oetinger (1738–1796) war, unterrichtete ihre Kinder und damit auch Erwin und seine Schwester Isolde zunächst selbst. 1858 übersiedelte die Familie nach Oberesslingen, wo sie ein Landgut erworben hatte. 1863 folgte der Umzug nach Kirchheim unter Teck und danach nach Tübingen, wo Erwins Vater Bibliothekar an der Universitätsbibliothek Tübingen war.
Nach der Reifeprüfung in Tübingen immatrikulierte sich Erwin Kurz am 24. April 1876 an der Königlichen Akademie der Bildenden Künste in München, wo er Schüler von Ludwig von Löfftz war. 1878 stellte ihn Adolf von Hildebrand in seinem Bildhaueratelier in Florenz als Mitarbeiter ein. Er gründete in Florenz eine Familie. 1881 wurde sein Sohn, der Architekt Otho Orlando Kurz geboren.
Als Adolf von Hildebrand 1893 den Ruf auf eine Professur nach München erhielt, übersiedelte er mit seiner Familie dorthin.
1899 schuf Erwin Kurz für die Königliche Höhere Webschule Münchberg die beiden allegorischen Figuren „Spinnerin“ und „Weberin“, die noch heute das Eingangsportal auf der Innenseite zieren. Anfang des 20. Jahrhunderts schaffte er als Bildhauer den künstlerischen Durchbruch und er erhielt danach zahlreiche größerer Aufträge.
Von Kurz stammen u. a. das Grabmal für Henriette Eller in München, das Martius-Denkmal im Botanischen Garten München-Nymphenburg von 1905, die Bismarck-Büste 1906 in der Walhalla nahe Regensburg, der bereits 1905 geschaffene Schnitterinbrunnen am Kirchplatz in Lehel und die Verkündigungsgruppe an der Hauptfassade der katholischen Kirche St. Gabriel in München-Haidhausen, die 1925–1926 von seinem Sohn erbaut wurde. Zusammen mit seinem Lehrer Adolf von Hildebrand arbeitete er auch am Wittelsbacher Brunnen am Münchner Lenbachplatz.
Bereits 1906 wurde Erwin Kurz Lehrer an der Königlichen Akademie der Bildenden Künste in München. Zugleich war er Leiter der Bildhauerschule von Wilhelm von Rümann. 1924 wurde er emeritiert.
Sein älterer Bruder war der Mediziner und Lyriker Edgar Kurz.